# Franz Adam von Brandis

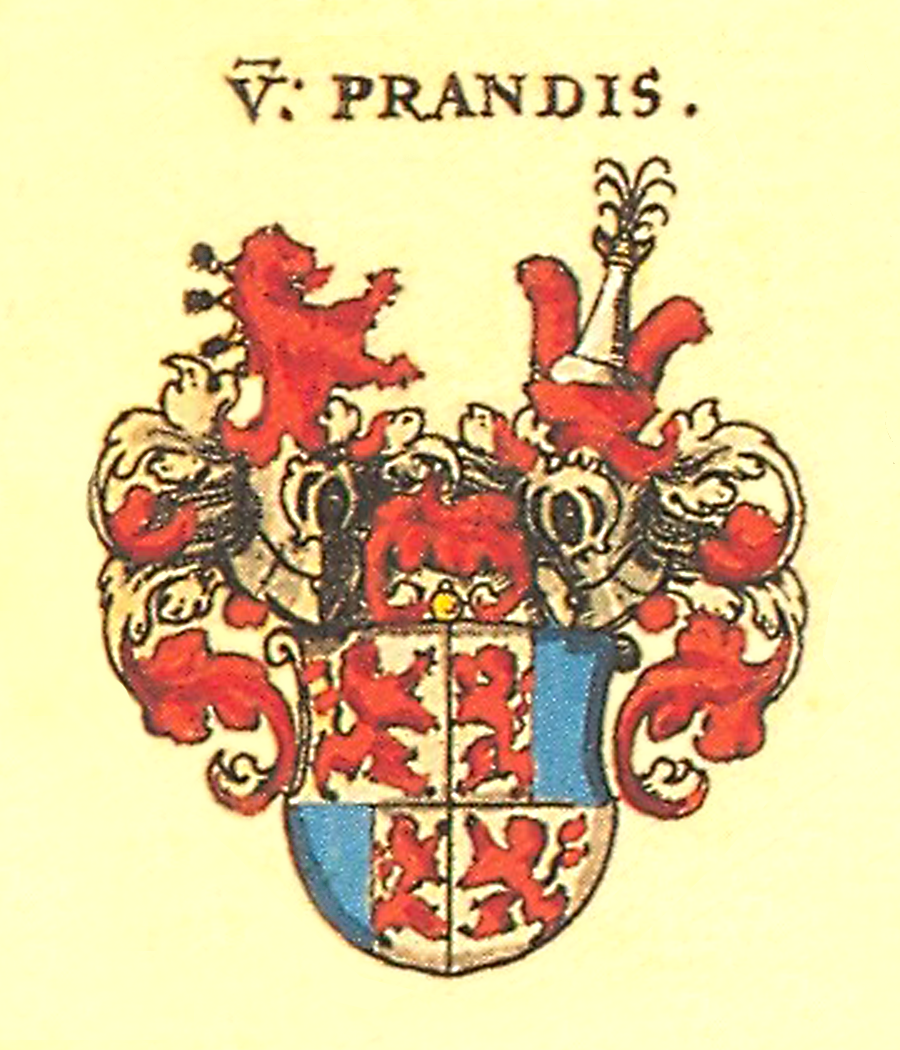
Geviertes Wappen der Brandis

Franz Adam Graf von Brandis, Freiherr zu Lanaberg und Forst (* 18. Juli 1639 auf Schloss Fahlburg; begraben 7. September 1695), war ein tirolischer Adliger, Gerichtsschreiber, Historiker, Dichter und Chronist.

## Geschichte
Er stammte aus dem tirolischen Altadelsgeschlecht Brandis. Seine Eltern waren der Landeshauptmann Veit Benno Graf von Brandis und dessen Ehefrau Justina Concordia Claudia geb. von Kuefstein. Der Historiker und Landeshauptmann Jakob Andrä Freiherr von Brandis war sein Großvater. Die Familie wurde mit seinem Vater am 24. März 1654 von Kaiser Ferdinand III. in den Reichsgrafenstand erhoben. Franz Adam von Brandis fungierte als Erblandsilberkämmerer von Tirol, Gerichtsherr zu Mayenburg und Tisens, sowie Freiherr zu Lanaberg und Forst. Überregionale Bekanntheit erlangte er vor allem als Historiker und Dichter, der mehrere Werke über die tirolerische und österreichische Geschichte verfasste. Sein 1678 erschienenes Werk Des tirolischen Adlers immergrünendes Ehren-Kränzl stellt die erste gedruckte Landeschronik Tirols dar.

## Familie
Franz Adam von Brandis heiratete Maria Katharina von Acham zu Ottenhofen und Oberneuchingen. Sein Sohn Franz Adam Wilhelm von Brandis (1667–1737) war mit Maria Katharina Antonia von Spaur verheiratet.

## Werke (Auswahl)
- Fruchtbringender österreichischer Lorbeerzweig, 1674
- Fama Austriaca ad cunas serenissimi principis Leopoldi, 1678
- Deß tirolischen Adlers immergrünendes Ehren-Kräntzel oder zusammen gezogene Erzehlung jeniger schrifft-würdigisten Geschichten so sich in den Lehen nacheinander gefolgten Herrschungen der Fürstlichen Graffschafft Tirol von Noë an bis auff jetzige Zeit zugetragen. Bozen: Paul Nicolaus Führer 1678 (Nachdruck Mailand: Orsini de Marzo 2009)
- Teutsches Müntz-Recht, entsindert in drey Theilen, 1693